# Abbaye de Crowland
Pour les articles homonymes, voir Croyland (homonymie).
L'abbaye de Crowland ou Croyland (en anglais : Crowland Abbey) est une église paroissiale de l'Église d'Angleterre et anciennement une abbaye bénédictine. Elle est située à Crowland, dans le Lincolnshire, en Angleterre.